# پیکاچو (آریزونا)
پیکاچو (به انگلیسی: Picacho) یک منطقهٔ مسکونی در ایالات متحده آمریکا است که در شهرستان پاینال، آریزونا واقع شده‌است. پیکاچو ۱۵٫۹۲ کیلومتر مربع مساحت و ۴۷۲ نفر جمعیت دارد و ۴۹۱٫۹۵ متر بالاتر از سطح دریا واقع شده‌است.